# Guillaume d’Angleterre
Guillaume d’Angleterre (deutsch: Wilhelm von England) ist eine höfisches Epos, das um 1175 von einem sonst unbekannten Autor namens Chrestien verfasst wurde. Die lange Zeit geltende Lehrmeinung, dieser sei identisch mit dem bekannten Chrétien de Troyes, scheint unzutreffend zu sein.
Zentrale Figur ist ein (nicht historischer) englischer König, der nach einer Vision Land und Thron verlässt und ins Ungewisse aufbricht, mitsamt seiner Gemahlin Gracieuse, die kurz danach Zwillinge zur Welt bringt. Wenig später werden die vier Personen getrennt, woraufhin der Autor ihre Schicksale in vier sukzessiven Handlungssträngen erzählt: Guillaume wird Gehilfe eines Kaufmanns und kann sich dabei bereichern; Gracieuse wird von einem alten König geheiratet, den sie beerbt; die Söhne treten, jeder für sich, als junge Knappen in den Dienst eines benachbarten Königs. Am Ende gibt es durch wundersame Fügung ein Sich-Wiederfinden aller Vier, wonach Guillaume mit Frau und Söhnen in seinen alten Stand zurückkehren kann.